# Ванч (село)
Ванч или Рохарв (тадж. Ванҷ) — село, административный центр Ванчского района в составе Горно-Бадахшанской автономной области Таджикистана.
Расположен в 171 километре от города Хорог ГБАО. Население 3359 человек (2017).
Является административным центром сельской общины (тадж. ҷамоати деҳот) имени Махмадулло Абдуллоева.
Население по данным переписи населения 2010 года составляет 2600 человек.
Как и другие населённые пункты Горно-Бадахшанской автономной области подвержен частым землетрясениям, что нередко приводит к катастрофическим последствиям. С 2007 года подземные толчки фиксируются почти ежедневно.